# Хосе Фернандо де Абаскал
Хосе Фернандо де Абаскал (Овиједо, 1743 – Мадрид, 1821), шпански маршал.
Врло млад ушао у војску и, 1775, као пуковник, учествовао у рату у Африци, у Мароку, борећи се против Француза. 1796. произведен у чин бригадног генерала и послан на Кубу, где је утврдио Хавану. 1808, када су се Перуанци подигли на устанак против Шпаније, постављен је за главног команданта трупа, и потукао побуњенике. Због тог свог успеха био је одликован и произведен у чин маршала. Ратовао је и у Аргентини. Умро је у Мадриду 1821.

## Извор
- Овај чланак, или један његов део, изворно је преузет из Илустроване војне енциклопедије: Срећковић, Боривоје М. (1936). „АБАСКАЛ ДОН ХОЗЕ - ФЕРНАНДО” (PDF). Илустрована војна енциклопедија (PDF). I. Београд.